# Sara Lindh
Sara Elisabeth Lindh, ursprungligen Wedin, född 15 maj 1967 i Piteå landsförsamling i Norrbottens län, är en svensk skådespelare, sångare och dramatiker. 

## Biografi
Sara Lindh debuterade i rollen som tonårsdottern Gabi i pjäsen Petra von Kants bittra tårar på Göteborgs stadsteater 1990. Sedan dess har hon gjort teater, musikal, TV, film, sång och egna verk. Hon medverkade i Grease på Chinateatern 1991, West Side Story på Riksteatern 1992, Julkalendern i Sveriges Television 1995, Black Rider på Dramaten 1997, ett antal uppsättningar på privatteatrar i Stockholm, Stockholms stadsteater, Uppsala stadsteater och fria teatergrupper som Teater Galeasen, Pistolteatern och Teater Giljotin. 
Hon har även skrivit och spelat i egna produktioner som t.ex. Carola & jag 2009.  Hon har turnerat med egna sångprogram och haft program med bland annat Stockholms sinfonietta och Stockholms filharmoniska orkester.  
Förutom spelfilmer har hon gett röst åt figurer i animerad film som t.ex. superhjälten Elastaflickan i Disney-Pixars Superhjältarna 2004 och Superhjältarna 2 2018. Sara Lindh var speakerröst i SVT-serien Riket 2004. Uppmärksamhet fick hon i Så ska det låta där hon deltog i lag med Peter Jöback i säsong elva.
Sara Lindh tilldelades en Guldmask för bästa kvinnliga huvudroll 1993. År 2006 var hon den första artist, som fick Annalisa-priset (instiftat av Annalisa Ericson) för huvudrollen som Sally Bowles i musikalen Cabaret i Stockholm och Göteborg.

## Filmografi
- 1995 – Melander & Co (TV-serie)
- 1995 – Jul i Kapernaum (TV-serie) (SVT-julkalender)
- 1998 – Victor (kortfilm)
- 1999 – Stormen (TV-serie)
- 1999 – S:t Mikael (TV-serie)
- 2000 – Fem gånger Storm (TV-serie)
- 2002 – Den osynlige
- 2003 – Tur & retur
- 2003 – Dansa med dvärgar (kortfilm)
- 2004 – Superhjältarna (röst som Helen Parr/Elastaflickan)
- 2006 – Bambi 2 (röst)
- 2008 – 900 meter under jord (kortfilm)
- 2008 – High School Musical 3: Sista året (röst)
- 2009 – En fyrkantig himmel (kortfilm)
- 2009 – Hannah Montana: The Movie (röst)
- 2011 – Kronjuvelerna
- 2018 – Superhjältarna 2 (röst som Helen Parr/Elastaflickan)

## Teater

### Roller (ej komplett)
| År   | Roll            | Produktion                                                     | Regi             | Teater                          |
| ---- | --------------- | -------------------------------------------------------------- | ---------------- | ------------------------------- |
| 1991 |                 | Grease Jim Jacobs och Warren Casey                             | Runar Borge      | Chinateatern                    |
| 1993 |                 | Poppis The Heather Brothers                                    | Eva Rydberg      | Folkan                          |
| 1994 | Kaa             | Djungelboken Arne Lindtner Naess och Svein Gundersen           | Marianne Skovli  | Folkan                          |
| 1996 | Rosmary Manski  | Maratondansen Horace McCoy                                     | Johan Huldt      | Parkteatern                     |
| 1997 | Kätchen         | The Black Rider Robert Wilson, Tom Waits och William Burroughs | Rickard Günther  | Dramaten                        |
| 1999 | Audrey          | Little Shop of Horrors Alan Menken och Howard Ashman           | Magnus Bergquist | Östgötateatern                  |
| 1999 | Lily St. Regis  | Annie Charles Strouse, Thomas Meehan och Martin Charnin        | Trond Lie        | Göta Lejon                      |
| 2002 |                 | Lille Ronny Hans Alfredson                                     | Hans Alfredson   | Maximteatern                    |
| 2003 | Servitris       | Gosa in den stajlen Beppe Wolgers                              | Öllegård Goulos  | Parkteatern                     |
| 2005 | Lucy Brown      | Tolvskillingsoperan Bertolt Brecht och Kurt Weill              | Lars Rudolfsson  | Stockholms stadsteater          |
| 2006 | Sally Bowles    | Cabaret John Kander, Fred Ebb och Joe Masteroff                | Johan Wahlström  | Tyrol Senare flyttad till Rondo |
| 2014 | Charles Chaplin | Chaplin Sara Lindh                                             | Rickard Günther  | Örebro länsteater               |
| 2022 | Larsson         | Jul Hos Sebastians Vänner Freja Musikteater                    | Emy Stahl        | Kulturhuset Spira               |